# Науково-технологічний університет імені короля Абдалли
Науко́во-технологі́чний університе́т і́мені короля́ Абдалли́ (НТУА) (араб. جامعة الملك عبد الله للعلوم و التقنية - كاوست) — вищий навчальний заклад, технічний університет, розташований в Thuwal, Саудівська Аравія. Університет був побудований і експлуатується протягом перших трьох років корпорацією Saudi Aramco.
НТУА був заснований в 2009 році і фокусується виключно на післядипломній освіті та наукових дослідженнях, використанні англійської мови як офіційної мови навчання. Він пропонує програми в галузі природничих наук, техніки, комп'ютерних наук та фізичних наук.

## Кампус

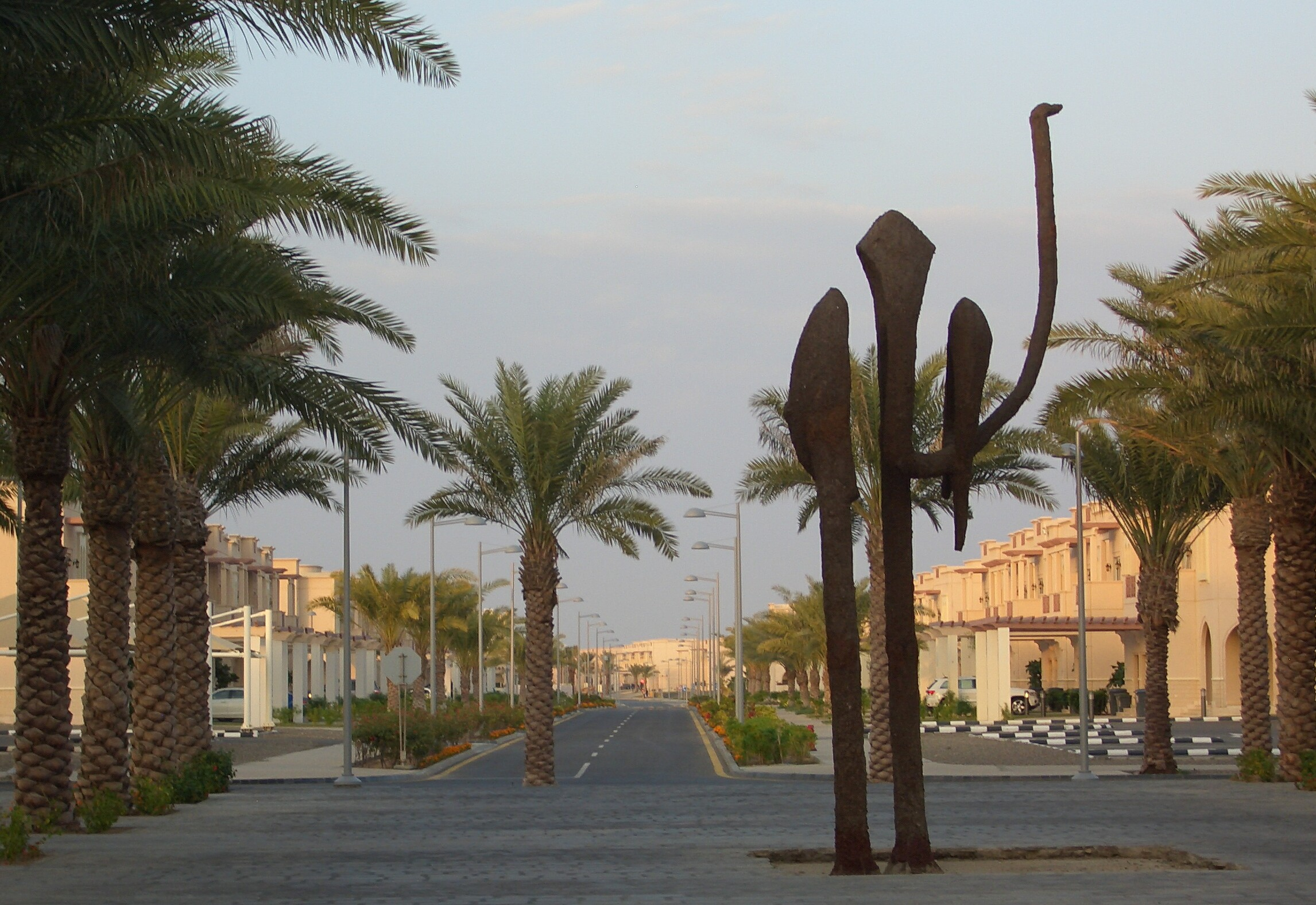
Residential street with outdoor sculpture

Основний кампус Університету, розташований на Червоному морі у Тувань, розташований на площі понад 36 км², охоплюючи морський заповідник музей, та дослідницький центр.

### Основні лабораторії
Найновіші основні лабораторії забезпечують навчання та послуги дослідницьким групам KAUST та їх колегам та партнерам. Багато видів спеціалізованого обладнання знаходяться на базі університетських лабораторій. Технічні експерти навчають користувачів та керують обладнанням.
- The Supercomputing core lab зв'язує дослідницькі установи в Королівстві та регіоні з Shaheen II supercomputer через 10 гігабіт на секунду (Gbps) Саудівська Аравія Розширений дослідницька та освітня мережа(SAREN).  Shaheen — це найшвидший суперкомп'ютер на Близькому Сході і є 15 наймогутнішим у світі [16] найпотужнішим суперкомп'ютером, який розміщувався в академічній обстановці,[13]. Розроблено Cray, він здатний на 222 терафлопс, бо 222 трильйони операцій з плаваючою комою в секунду.
- Visualization: шестигранниа віртуальна реальність об'єкт, який дає студентам і дослідникам можливість перетворити дані в 3D - структури, з якими вони можуть взаємодіяти і досліджувати. Він був побудований у разом з Каліфорнійським університетом, Сан-Дієго.
- Nanofabrication:  екологічно чисте приміщення, обладнане інструментами для підтримки досліджень у прогресивних матеріалах, біотехнології, електроніці та фотоніці та MEMS / NEMS.
- The Imaging and Characterization Labs включають в себе комплект з 11 ядерних магнітно-резонансних (ЯМР) машин та 10 скануючих електронних мікроскопів, сім мікрокопів Super Super Transfer і Raman Spectroscopy.
- Coastal and Marine Resources: Розташоване поруч з Червоним морем, об'єкт будує та впроваджує океанографічні вимірювальні прилади та надає експлуатаційні послуги для підтримки дослідницьких суден для вивчення морів, пірнання та відбору проб.
- Analytical Chemistry: Ці лабораторії зосереджені на спектроскопії, хроматографії та мас-спектрометрії, аналізі мікроелементів, мокрої хімії та аналізу поверхні.
- Bioscience:Ці засоби включають в себе сортування клітин, аналіз геному та протеїну, експресію і характеристику білка, клітинну культуру та високопродуктивні технології PacBio третього покоління та платформи послідовності ДНК Illumina наступної генерації для підтримки досліджень з геномів.
- Workshops надавати дизайн та виробничу підтримку для виготовлення індивідуальних експериментальних інструментів та обладнання для дослідників KAUST та їхніх промислових партнерів.

### Науково-технологічний парк
Науковий парк дозволяє технологічним підприємствам створювати офісні приміщення, лабораторні приміщення, а також дослідницькі та демонстраційні послуги. Парк також надає інкубаторний простір для створення нових технологій для підтримки інноваційної місії KAUST, щоб забезпечити передачу технології, запуск фінансування та підприємництво. Парк займає близько 2,7 мільйонів квадратних метрів площі біля академічного містечка. Поточні орендарі включають Саудівський Арамко, Dow Chemical та SABIC.

## Shaheen (суперкопм'ютер)
Shaheen - це суперкомп'ютер, який належить і експлуатується Науковим і технологічним університетом ім. Короля Абдуллы (KAUST). Він складається в основному з 36-кабінетного суперкомп'ютера Cray XC40. Побудований у партнерстві з Cray, Shaheen  призначений для того, щоб Факультет KAUST та партнери могли досліджувати як великі, так і дрібні проекти, починаючи з моменту їх реалізації. Творцем Shaheen  є Маджид Альгаслан, який був тимчасовим головним інформаційним офіцером KAUST.
Введений в березні 2015 року командою KSL, яка керує Шахін II, Cray XC40, що забезпечує понад 7,2 Pflop / s теоретичної максимальної продуктивності. З 5.536 Pflop / s безперервної продуктивності LINPACK, Shaheen II був сьомим найшвидшим суперкомп'ютером у світі відповідно до списку TOP500 липня 2015 року. Останній список TOP500, оголошений у червні 2017 року, розмістив Shaheen II на # 18.

### Характеристики системи
У системі 6174 подвійних роз'ємів обчислюються вузли на основі 16-ядерних процесорів Intel Haswell, що працюють на частоті 2,3 ГГц. Кожен вузол має 128 ГБ пам'яті DDR4, що працює на частоті 2300 МГц. В цілому система має 197 568 ядер процесорів і 790 ТБ сукупної пам'яті.
| Характеристика             | Значення                   |
| -------------------------- | -------------------------- |
| Виробник                   | Cray Inc.                  |
| Процесор                   | Xeon E5-2698v3 16C 2,3 Ггц |
| З'єднання                  | Aries interconnect         |
| Linpack Performance (Rmax) | 5,536.99 TFlop / s         |
| Theoretical Peak (Rpeak)   | 7735,17 TFlop / s          |
| Nmax                       | 9,738,048                  |
| HPCG [TFlop / s]           | 113.868                    |
| Потужність                 | 2,834.00 kW (Submitted)    |
| Операційна система         | Cray Linux Environment     |

Обчислювальні вузли розміщуються у 36 водяних охолоджених шаф-купе XC40 і з'єднані через мережу високошвидкісних мереж Орини (HSN). HSN налаштовується з 8 оптичними мережевими з'єднаннями між кожною парою шкафів і забезпечує 57% максимальної глобальної смуги пропускання між 18 групами двох шаф. Це дозволить спроектувати майбутню модернізацію з додатковими шафами для розміщення більшої кількості оптичних зв'язків між усіма кабінетами з таким же рівнем підключення, тобто 8 оптичних мережних з'єднань між кожною парою шкафів.
Система KAUST включає в себе архітектуру багаторазового сховища даних. Основним рішенням для зберігання даних є Luster Parallel файлової системи, заснованої на Cray Sonexion 2000 з використанням пам'яті 17,2 PB, що забезпечує пропускну здатність введення / виведення близько 500 Гбіт / с. Встановлення Cray Sonexion 2000 налаштовується за допомогою 72 високопродуктивних пристроїв масштабування (SSU) та 144 об'єктів зберігання даних (OSS) з 4TB-дисками, підключеними до XC40 через 72 мережевих сервісних вузлів LNET, рівномірно розподілених по 36 шаф.
Резервне копіювання та архівування буде активовано за допомогою системи Cray Tiered Adaptive Storage (TAS), яка складається з стрічкової бібліотеки загальною ємністю 20 PB, яку можна оновити до 100 PB. Рішення TAS в парі з TAS Connector для Luster, щоб забезпечити унікальне та надійно інтегроване рішення для управління багаторівневими даними безпосередньо з файлової системи Luster. Це забезпечить більш високу пропускну здатність вводу / виводу до бібліотеки стрічок, при цьому кеш-пам'ять на 200 Кб включена як автоматичний буфер між файловою системою Luster та рішенням TAS.
Файлова система та стрічковий привід були встановлені як в системі Blue Gene, так і в кластері Linux. Всі елементи системи були з'єднані разом на спільній мережевій магістралі, доступній у всіх будівлях кампуса. Системи також були доступні через Інтернет